# Félix Paul
Félix Paul (* 2. August 1935 in Port Victoria, Seychellen; † 21. November 2001) war römisch-katholischer Bischof von Port Victoria.

## Leben
Félix Paul empfing am 21. Dezember 1960 die Priesterweihe.
Papst Paul VI. ernannte ihn am 17. März 1975 zum Bischof von Port Victoria auf den Seychellen. Der Bischof von Port Louis, Jean Margéot, spendete ihm am 25. Juli desselben Jahres die Bischofsweihe; Mitkonsekratoren waren Georges-Henri Guibert CSSp, Altbischof von Saint-Denis-de-La Réunion, und François Xavier Rajaonarivo, Bischof von Miarinarivo.
Von seinem Amt trat er am 30. Mai 1994 zurück.